# Participation luxembourgeoise à la révolution belge de 1830
La participation luxembourgeoise à la révolution belge de 1830 désigne l'ensemble des évènements militaires, politiques ou populaires ralliant le Grand-duché de Luxembourg à la révolution belge à partir du mois d'aout 1830, ainsi qu'à la guerre belgo-néerlandaise qui la suivit.
A cette époque, le Luxembourg est pourtant un territoire privé appartenant à la maison d'Orange-Nassau mais dont le grand-duc, Guillaume Ier, se trouve être également le roi du Royaume uni des Pays-Bas, entrainant une situation d'union personnelle entre les deux territoires. C'est de ce royaume que les huit  provinces méridionales catholiques font sécession et proclament leur indépendance dès le 4 octobre 1830, sous le nom de Belgique.
D'un point de vue militaire, l'armée luxembourgeoise n'existait pas encore mais un corps franc luxembourgeois fut créé dès le 3 octobre et engagé dans diverses batailles contre l'armée néerlandaise, s'illustrant notamment lors de la prise de Malines et du pont de Walem.
En politique, plusieurs personnalités luxembourgeoises s'impliqueront dans la révolution et certaines deviendront membres du Congrès national, assemblée qui précéda la formation du Parlement belge, comme Jean-Baptiste Nothomb ou encore Étienne de Gerlache qui en deviendra le premier Président.
D'un point de vue populaire, les nombreux griefs à l'égard du régime « hollandais » qui dirige le Grand-duché comme s'il était la dix-huitième province néerlandaise, mènent la majorité du peuple luxembourgeois à embrasser la cause des révolutionnaires belges et à accepter l'annexion du Grand-duché de Luxembourg par la Belgique dès le 16 octobre 1830. Toutefois, une contre-révolution est également menée par les « orangistes », fidèles au roi grand-duc et soutenus par le gouverneur du Luxembourg et la garnison militaire de la forteresse de Luxembourg où se trouvent des troupes néerlandaises et prussiennes, en vertu de l'appartenance du Grand-duché à la confédération germanique. 
Cette situation entraine la période de la « question du Luxembourg » quant à savoir à qui revient l'appartenance et l'administration du Grand-duché.

## Contexte

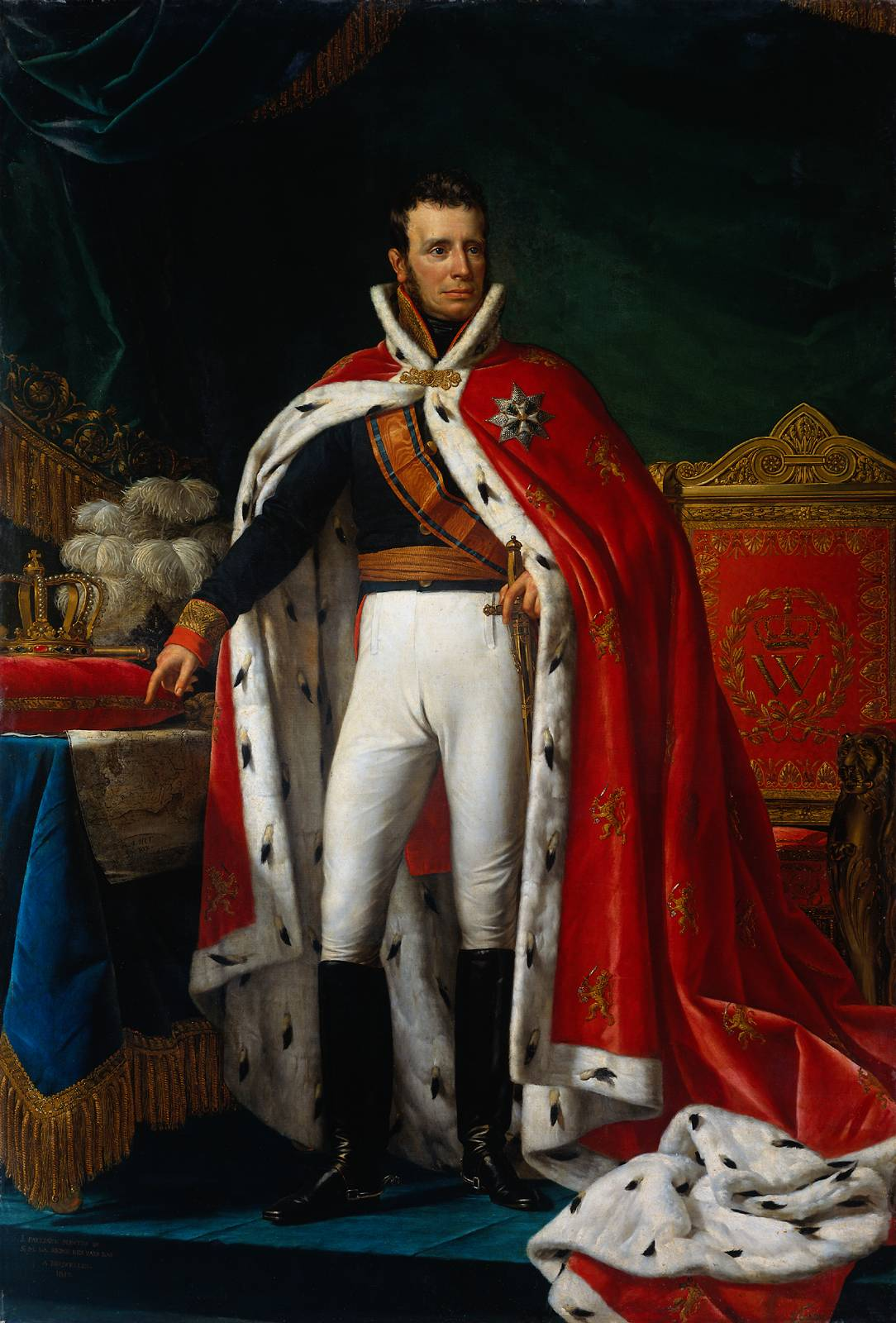
Guillaume Ier d'Orange-Nassau, était le grand-duc de Luxembourg ainsi que le souverain du Royaume uni des Pays-Bas, ce qui créa une situation d'union personnelle entre les deux états.

Après la fin du Premier Empire de Napoléon Bonaparte, le congrès de Vienne crée le Grand-duché de Luxembourg qu'il donne, à titre privé, à Guillaume Ier d'Orange-Nassau. Celui-ci devient donc le premier grand-duc de Luxembourg mais est alors également le roi d'un autre nouvel état : le Royaume uni des Pays-Bas, regroupant grosso modo la Belgique et les Pays-Bas actuels. Toutefois, le « roi grand-duc » considère le Grand-duché comme la dix-huitième province de son royaume, qu'il soumet notamment à la constitution du royaume des Pays-Bas. Les griefs des populations majoritairement catholiques des provinces méridionales se font de plus en plus insistants et mènent finalement à la révolution belge, dirigée  contre le régime « hollandais » protestant, entrainant la guerre belgo-néerlandaise puis la déclaration de l'indépendance de la Belgique le 4 octobre 1830.
Cette révolution s'inscrit dans le contexte plus global d'une Europe post-napoléonienne qui voit, cette année-là, la Grèce gagner son indépenance de l'Empire Ottoman, la France faire sa deuxième révolution, la Pologne s'insurger contre l'Empire russe et la future Italie accroitre son Risorgimento.

### Confédération germanique

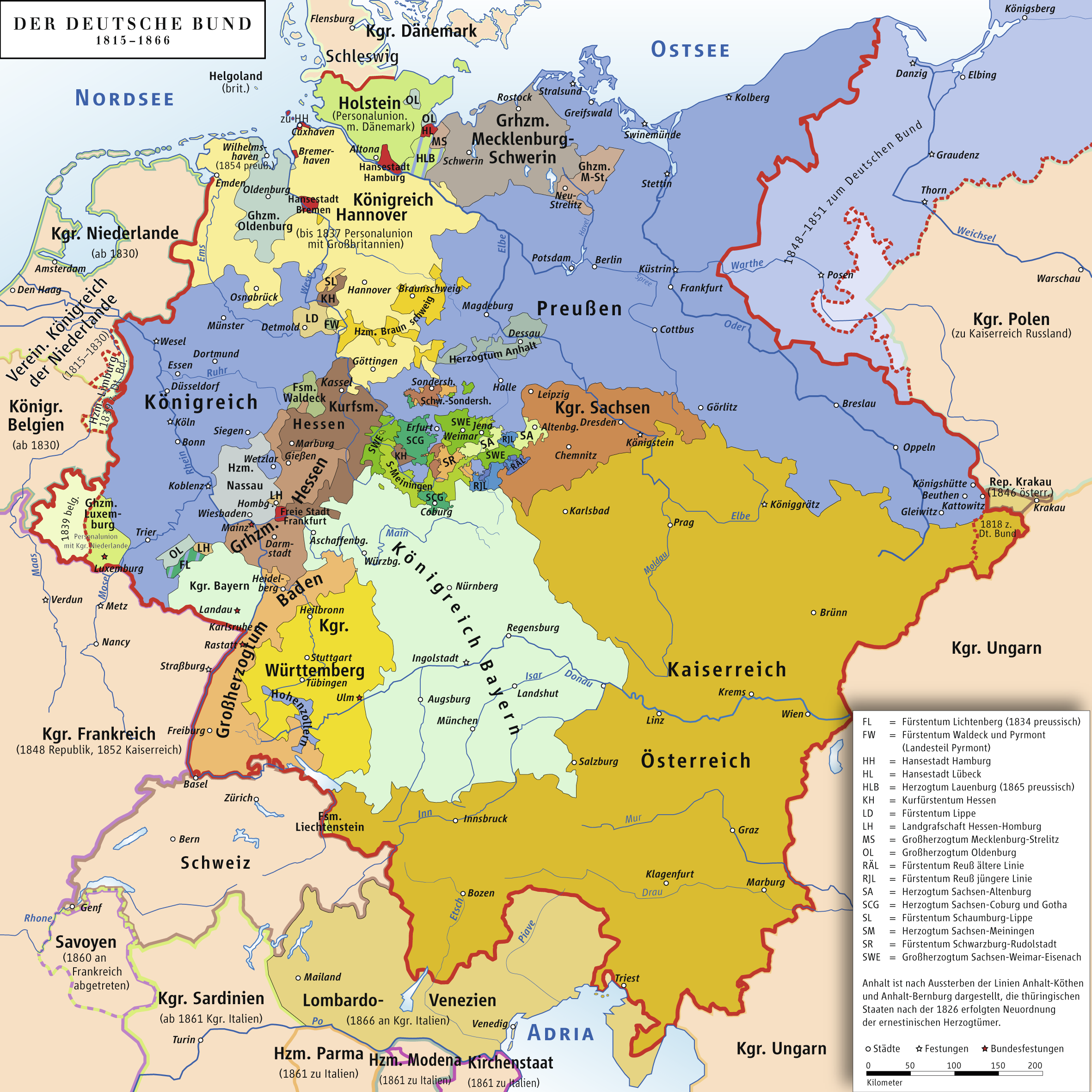
La position et la puissance de la forteresse de Luxembourg à la frontière occidentale de la confédération germanique joua un rôle majeur dans l'appui au mouvement orangiste, qui s'opposa à l'annexion du Grand-duché de Luxembourg par la Belgique dès 1830 et intensifia la « question du Luxembourg ».

Outre de nouveaux états, le congrès de Vienne de 1815 crée également la confédération germanique, dont le Grand-duché de Luxembourg est un état-membre. A cette fin, la puissante forteresse de Luxembourg devient petit à petit une forteresse « fédérale » qui abrite une garnison conjointe de troupes de l'armée prussienne et de l'armée du Royaume uni des Pays-Bas, notamment après la convention de Francfort conclue le 8 novembre 1816 entre le grand-duc Guillaume Ier et le roi de Prusse, Frédéric-Guillaume III.
Cette situation engendre un solide soutien, tant militaire que politique, au mouvement orangiste, fidèle au roi grand-duc, qui se lance notamment dans une contre-révolution. La présence des forces prussiennes empêche également l'annexion et l'administration totale du territoire luxembourgeois par la Belgique. Après la déclaration de l'indépendance de la Belgique le 4 octobre 1830, le Congrès national adopte un décret, le 18 novembre de la même année, précisant que :

« Au nom du peuple belge, le Congrès national de la Belgique proclame l'indépendance du peuple belge, sauf les relations du Luxembourg avec la Confédération Germanique. »

Les lois néerlandaises et grand-ducales font dès lors toujours foi dans un rayon stratégique de quatre lieues à partir du glacis de la forteresse, eut égard au traité signé à Francfort quinze ans plus tôt. Ce territoire, bien que réduit, demeure sous l'autorité du gouverneur du Luxembourg Jean-Georges Willmar, remplacé à sa mort (le 1er janvier 1831) par le duc de Saxe-Weimar. Ce rayon sera ensuite tacitement restreint à deux lieues lors de la convention militaire belgo-luxembourgeoise de 1831, mais la ville de Luxembourg et sa proche banlieue ne furent jamais contrôlées par les belges.

## Participation militaire
Le 30 septembre 1830, une compagnie de soldats de l'armée du Royaume uni des Pays-Bas envoyée à Bouillon pour défendre la forteresse est stoppée à Neufchâteau par les bourgeois de la ville. Les officiers (tous « hollandais ») sont arrêtés tandis que les soldats de la troupe, composée en grande partie de luxembourgeois, sont démobilisés et retournent dans leur foyers où rejoignent les combattants dans la guerre belgo-néerlandaise sous la conduite du Lieutenant Lozet. En effet, un corps franc luxembourgeois est formé à Luxembourg-ville le 3 octobre 1830 et se met en route pour Bruxelles, où viennent de se terminer les Journées de Septembre, et la Flandre pour y chasser les soldats du prince Frédéric d'Orange-Nassau. Il s’illustre, entre autres, le 21 octobre 1830 lors de la prise de Malines et du pont de Walem, puis en libérant Anvers.

## Participation politique

### Personnalités luxembourgeoises

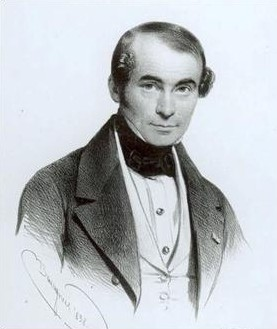
Contrairement à son père Jean-Georges et à son frère Jean-Jacques, demeurés « orangistes », Jean-Pierre Willmar (image) fut l'une des personnalités luxembourgeoises à rallier la révolution belge.

- Nicolas Berger
- Pierre Dams
- Dominique Claisse
- Constant d'Hoffschmidt
- François d'Hoffschmidt
- Édouard d'Huart
- Étienne de Gerlache
- Camille de Tornaco
- Jean-Baptiste Nothomb
- Jean-Bernard Marlet
- Charles Metz
- Théodore Pescatore
- Charles-Mathias Simons
- Victor Tesch
- Jean-Baptiste Thorn
- Nicolas Watlet
- Jean-Pierre Willmar
- Léopold Zoude

## Participation populaire

Plusieurs drapeux belges ainsi que des drapeaux de la révolution brabançonne de 1787 (image) apparaissent dans tout le grand-duché de Luxembourg au lendemain de la révolution belge d'août 1830.

La majorité du peuple luxembourgeois se rallie à la cause de la révolution belge et l'on voit en apparaître des drapeaux belges et brabançons dans un certain nombre de localités grand-ducales. On en recense d'abord le long de la route entre Bruxelles, Namur, Arlon et Luxembourg (actuelle route nationale 4 belge et nationale 6 luxembourgeoise) : le 4 septembre à Marche-en-Famenne, le 5 à Bastogne, le 9 à La Roche-en-Ardenne et le 14 à Houffalize. À Arlon, où réside une garnison de l'armée royaliste, le drapeau belge apparaît dès le 27 septembre.

## Conséquences

### Annexion du Luxembourg par la Belgique
Les griefs des luxembourgeois vis-à-vis de la politique du grand-duc étant généralement semblables à ceux des belges vis-à-vis du roi des Pays-Bas, la participation luxembourgeoise, tant populaire que militaire, fut accueuillie par le gouvernement provisoire de Belgique comme une preuve d'union des deux peuples catholiques contre le régime protestant de La Haye, partageant les mêmes désirs d'indépandance. De plus, ces territoires étaient déjà relativement unis sous l'Ancien régime : le duché de Luxembourg et les provinces méridionales des Pays-Bas étant autrefois gouvernés par la maison de Habsbourg lors de la période des Pays-Bas autrichiens qui perdura jusqu'à l'annexion à la Première République française en 1795.
L'annexion du Grand-duché de Luxembourg par la Belgique fut déclarée par le gouvernement provisoire de Belgique dès le 16 octobre 1830 mais ne fut pas totale, puisque la forteresse de Luxembourg et le territoire situé dans un rayon de quatre lieues autour de son glacis demeura sous le contrôle du gouverneur du Luxembourg. Après la convention militaire belgo-luxembourgeoise de 1831, le rayon fut tacitement réduit à deux lieues mais la ville de Luxembourg et sa proche banlieue ne furent jamais administrées par la Belgique. Cette situation engendra la « question du Luxembourg » à laquelle une première réponse fut apportée par le traité des XXIV articles du 19 avril 1839 qui consacra la scission du Grand-duché de Luxembourg.

## Reconnaissance

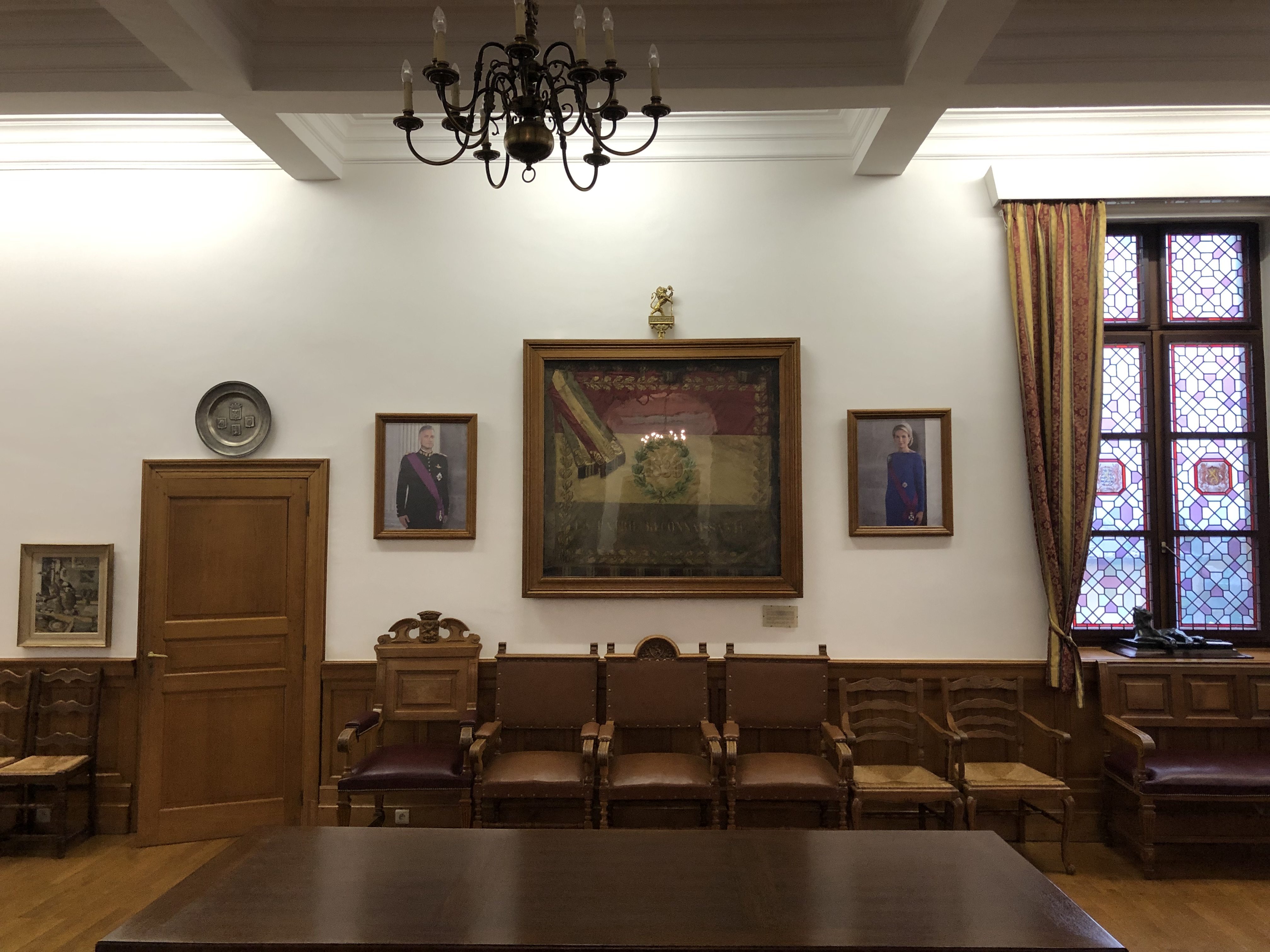
Ce drapeau belge horizontal, exposé dans la salle des mariages de l'hôtel de ville d'Arlon, est l'un des cinq Drapeaux d'Honneur de 1830 sur cent à avoir été octroyés à une commune du grand-duché de Luxembourg de l'époque pour sa participation à la révolution belge de 1830.

Pour leur participation à la révolution belge, cinq communes luxembourgeoise de l'époque furent récipiendaires de l'un des cent Drapeaux d'Honneur de 1830 décernés le 27 septembre 1832 par le premier roi des Belges, Léopold Ier, sur proposition de la commission des récompenses nationales, lors d'une cérémonie officielle à Bruxelles :
- Arlon
- Bastogne
- Bouillon
- Luxembourg
- Neufchâteau

A noter que le drapeau de la ville de Luxembourg est toujours conservé au musée royal de l'Armée et d'Histoire militaire de Bruxelles, pour des raisons historico-politiques. En effet, la ville n'a jamais été sous contrôle belge, même après l'annexion du Grand-duché de Luxembourg par la Belgique du 16 octobre 1830, puisqu'elle demeurait intégralement incluse dans le rayon stratégique de la forteresse de Luxembourg, établit à deux lieues du glacis par la convention militaire belgo-luxembourgeoise de 1831 et permettant au grand-duché de Luxembourg de conserver un réduit territorial sous l'administration du gouverneur du Luxembourg, représentant direct de Guillaume Ier qui était à la fois grand-duc de Luxembourg et roi des Pays-Bas. La présence du Drapeau d'Honneur belge dans la ville de Luxembourg n'a, de ce fait, jamais été acceptée par le mouvement orangiste, fidèle au grand-duc, qui persistait dans la ville.

## Réactions
- Le 6 octobre 1830, le gouverneur du Luxembourg, Jean-Georges Willmar, déclare[10] :

« Habitants du Grand-Duché ! 
L'ancien Duché de Luxembourg n'a jamais fait partie du pays qui, du tems du gouvernement autrichien, était désigné sous le nom de Belgique. Une nationalité propre, sous la garantie de la Confédération germanique, est attachée au sol Luxembourgeois ; elle serait violée, et avec elle l'indépendance de la Confédération, par tout acte émané d'une souveraineté étrangère, qui y recevrait l'exécution.
Tel est le caractère manifeste de l'intervention du Gouvernement provisoire de la Belgique dans l'administration du Grand-Duché ; dès-lors elle ne peut pas être admise. (...) »